# 厦门公交集团
厦门公交集团有限公司是厦门市人民政府下属的公共交通和道路运输企业，于2006年6月组建成立

## 沿革
2006年6月由厦门市公共交通总公司、特运集团有限公司、海峡出租有限公司和运输发展总公司四家国有企业合并成立:712；2014年厦门公共交通场站有限公司划入；2015年接收原属厦门市财政出资厦门市公安局管理的四家市属保安公司。